# Jemal Rogora
Jemal Rogora, né le 3 août 1959, est un coureur cycliste éthiopien. Il a participé à l'épreuve individuelle de course sur route aux Jeux olympiques d'été de 1980.
Son fils, Kiya, est également coureur cycliste.